# Raganfrid
Raganfrid († 731) war ein fränkischer Hausmeier. Der aus dem Kreis der neustrischen Großen stammende Raganfrid hatte sein Machtzentrum in der Region um Vexin.
Er gelangte nach dem Tod Pippins II. in das Hausmeieramt Neustriens, als der Adel gegen die Regentin Plektrud aufbegehrte und deren Enkel, den Hausmeier Theudoald, vertrieb. Der schwache König Dagobert III. machte Raganfrid noch vor seinem Tod 716 zum Nachfolger Theudoalds. Raganfrid verhalf seinerseits unter Missachtung des Anspruchs von Theuderich IV. Chilperich II. zur Königswürde. Gemeinsam unternahmen sie Plünderungszüge in die pippinidischen Kernländer an der Maas und in den Ardennen. Verbündet mit dem friesischen Herzog Radbod siegten sie in einer Schlacht gegen Karl Martell.
716 zog Raganfrid sogar bis vor Köln, erzwang die Herausgabe eines Teils des fränkischen Reichsschatzes und griff damit auch in den östlichen Reichsteil aus. Gleichzeitig setzte sich Karl Martell aber in Austrasien durch und ging seinerseits offensiv gegen Raganfrid vor. Obwohl dieser sich mit dem aquitanischen Herzog Eudo verbündete, wurde er im März 717 bei Vinchy und 718/19 bei Soissons geschlagen. Außerdem setzte Karl Martell mit Chlothar IV. nun ebenfalls einen eigenen merowingischen König ein. Anschließend rückte er auf Paris und die Loire vor und unterwarf Eudo, der Chilperich II. auslieferte. Raganfrid gab sich spätestens 720 geschlagen und verlor das Hausmeieramt, mit dem Chilperich Karl Martell betraute, wobei Chilperich keine Wahl blieb, da er über keine reale Macht verfügte. Lediglich ein Herrschaftskern um Anjou blieb Raganfrid erhalten. Raganfrid war damit der letzte Hausmeier eines der drei fränkischen Teilreiche, der nicht zur Familie der Arnulfinger oder Pippiniden zählte. Danach waren nur noch Mitglieder der nun Karolinger genannten Dynastie in der Machtposition des Hausmeiers.